# Route 380 (Terre-Neuve-et-Labrador)
Pour les articles homonymes, voir Route 380.
La route 380 est une route tertiaire de la province de Terre-Neuve-et-Labrador d'orientation ouest-est située dans le nord de l'île de Terre-Neuve, au nord de Badger et au nord-ouest de Point Leamington. Elle est une route faiblement à moyennement empruntée, traversant les villes de South Brook, Robert's Arm et Piley's Island notamment, croisant les routes 381 et 382, puis suivant l'île Triton sur ses derniers kilomètres pour se terminer sur la route 380-16 vers Brighton. Elle part de la Route Transcanadienne, la route 1, à South Brook. De plus, elle mesure 45 kilomètres, est nommée Robert's Arm Road, Beothuk Trail, Piley's Island Road et Main Road, et est une route asphaltée sur l'entièreté de son tracé.

## Communautés traversées
- South Brook
- Robert's Arm
- Piley's Island
- Head Harbour
- Card's Harbour
- Jim's Cove

## Attraits
- Upside Down Tree
- Home of "Cressies"